# Khách sạn Lutetia
Khách sạn Lutetia là một khách sạn sang trọng nằm ở quận 6 thành phố Paris. Khách sạn này chiếm số từ số 43 đến số 47 của đại lộ Raspail, tại điểm giao của Raspail và phố Babylone, trung tâm khu Saint-Germain-des-Prés. Lutetia được xem như khách sạn đặc biệt sang trọng(palace) duy nhất ở tả ngạn sông Seine tại Paris.
Được xây dựng vào năm 1910 từ sáng kiến của bà Boucicaut, chủ siêu thị đồ cao cấp Le Bon Marché, "để những khách hàng quan trọng của các tỉnh trọ khi họ tới mua sắm ở Paris". Lutetia là khách sạn theo phong cách Art Deco đầu tiên của Paris. Nằm ở trung tâm Saint-Germain des Prés, Lutetia là bằng chứng của sự cách tân nghệ thuật thời kỳ giữa hai cuộc thế chiến. Nhiều họa sĩ và nhà văn đã trọ ở khách sạn này, như Picasso, Matisse, André Gide, Saint-Exupéry, Joséphine Baker, Joséphine Baker... Nhà văn Albert Cohen cũng đã việt tác phẩm Belle du Seigneur ở đây. Ca sĩ, nhà văn Alexandra David-Néel cũng sống ở Lutetia sau chuyến du hành Phương Đông. Charles de Gaulle đã trọ tại Lutetia trong dịp tân hôn của mình. Ngày nay, nhiều nghệ sĩ nổi tiếng thế giới tiếp tục chọn Lutetia để nghỉ trọ.
Ngày 14 tháng 6 năm 1940, quân đội Đức tiến vào Paris. Ngày hôm sau, khách sạn Lutetia bị trưng dụng bởi Abwehr, cơ quan tình báo và phản gián. Và nơi đây trở thành một trung tâm dành cho tra tấn, hỏi cung.
Sau khi nước Pháp được giải phóng, Lutetia lại một lần nữa bị trưng dụng bởi tướng Charles de Gaulle dùng để đón tiếp những người trở về từ các trại tập trung.
Từ 1955, khách sạn Lutetia thuộc quyền sở hữu của gia đình Taittinger. Năm 1973, Lutetia cùng các khách sạn Crillon, khách sạn Louvre hợp thành hệ thống khách sạn Concorde. Ngày nay, hệ thống này bao gồm 83 khách sạn thành viên trên khắp thế giới.

### Giá phòng
Lutetia có 230 phòng, trong đó có 60 phòng hạng sang. Giá năm 2006 là 400 tới 550 Euro một đêm cho phòng thường và 750 tới 2000 Euro cho phòng hạng sang.

### Nhà hàng và phòng khách
Khách sạn có một nhà hàng ẩm thực là "Paris" nổi tiếng với các món hải sản. Một bar "Lutetia" với các tối nhạc jazz và piano. Hơn nữa, các khách hàng còn được hưởng 12 phòng khách đón tiếp của khách sạn.